# 桂金吾・花園愛子
桂金吾・花園愛子（かつらきんご・はなぞのあいこ）は、戦前・戦中に活躍した夫婦漫才コンビ。コンビ結成時期不明。

## 来歴・芸風
- 桂金吾は京都の生まれ、落語家の三代目春風亭柳好（野ざらしの柳好）の弟子。
- 花園愛子は鹿児島県肝属郡大根占町（現・錦江町）出身。
- 桂金吾は落語の雰囲気を取り入れた軽妙なタッチ、花園愛子は歌と三味線が得意であった、2人は名古屋で知り合い、吉本興業専属として浅草の寄席を中心に活躍、たびたび大阪の寄席にも出演していた。
- 1941年6月吉本興業が中心となって桂金吾が団長で奇術の松旭斎清子・小清・清美親子、浪曲師・物まねの漫談らと演芸慰問団を結成し中国の北支那（河南省）を慰問、同年7月22日の昼に済源から胡令へ移動中の乗っていたトラックが中国軍の砲弾を受け先頭車両に乗っていた花園愛子は戦死した（数えで36歳）[1]。25日には朝日新聞に負傷が報じられ30日には都新聞が死を報じた。死後金吾は奇術の小清を相方に一月ほど慰問を続けたが慰問団は帰国、東京駅には駅長、警察、軍、吉本関係者ら出迎え、8月には東條英機夫人が参列した告別式が行われた、9月にも当時所属だった帝都漫才協会（現在の漫才協会）主催の葬儀が行われその席で勲八等が送られた。
- 花園愛子は没後の1965年4月21日、陸軍所属として靖国神社に合祀された。漫才師で合祀されているのは花園愛子だけだとされる。
- 遺児の娘・稲田トシはのちに六代目古今亭志ん馬と結婚した。
- 桂金吾はその後引退し静岡県の伊東市に住んでいた。

## メンバー
桂 金吾
1899年（明治32年）2月9日 - 1981年（昭和56年）8月18日。本名は稲田清治郎（のちの浅井清治郎）。
花園 愛子
1906年（明治39年）3月15日 - 1941年（昭和16年）7月22日。本名は稲田ミサ。